# Летећи разред
Летећи разред (нем. Das fliegende Klassenzimmer) роман је за децу из 1933. године, који је написао немачки писац Ерих Кестнер.
У књизи је Кастнер преузео претежно британски жанр школске приче која се одвијала у интернату и пренео је на непогрешиво немачко порекло.
С много топлине и љубави Кестнер описује дечачки интернат, односе међу друговима и ученицима и наставника, тешке сцене и веселе згоде.
Роман има биографску позадину и представља својеврсну евокацију пишчевог детињства. Дечје дружине које су почетком XX века постале честа тема у књижевности за децу у овом роману су у средишту пишчеве пажње.

## Радња
Прича покрива последњих неколико дана пред Божић за ученике гимназије Јохан-Сигисмунд. Главни ликови су Мартин, први ученик одељења, Џонатан, сироче којег је усвојио капетан, Мац, Ули и Себастијан, ученици из Тертиа (8. година). Постоји горка борба између ученика гимназије и друге школе, Realschule (што са извесном вероватноћом није "Realschule" као што је данас познато, већ "Oberrealschule", као научно оријентисана, уместо хуманистичка и усредсређена на класичну филологију, тадашња врста Гимназије). Такозвани „реалисти“ краду уџбенике ђака Гимназије са њиховим диктатима, које је учитељев син (још један школски друг) требало да носи кући оцу. Сина је такође ухватио „Realschüler“. То резултира тучом између два шампиона са сваке стране - Маца и Ваверке - и тешком борбом у грудвању, на крају их пријави студент из Прима (13. година) због закашњења  у школу. Као „казну“ пристаје за једно поподневно одсуство које су позвани да проведу са својим љубазним кућним учитељем господином Јоханом ("Јустус") Бокхом у његовој канцеларији (укључујући кафу и колаче) где им прича причу о својој младости и његовој борба са неразумним префектима из Приме.
Остали делови радње укључују: пријатеље који играју драму под називом Летећи разред коју је написао Џони, њихово пријатељство са "Непушачем" (бившим лекаром који живи у отпадном железничком одељењу за непушаче и ради као пијаниста у пабу) и пријатељство Непушача са господином Бокхом, са којим му момци помажу да га поново уједине. Ули, најмањи дечак, тренутно одлучује да покуша нешто што ће му уклонити репутацију кукавице. Његов најбољи пријатељ, Мац, у прошлости га је подстицао да покуша да га баци, али је ужаснут кад види да Ули спрема да скочи са високог пењалишта користећи кишобран као падобран. Ули се сруши на земљу и падне у несвест. Како дечаци сазнају да је Непушач некада био лекар, доводе га и он смирује њихов страх да је Ули мртав. Међутим, има сломљену ногу (у канадској верзији Ули уместо тога ломи руку). Након тога, Непушач се поново укључује у медицинску професију пошто постаје нови школски лекар.

## Ликови
- Џонатан Троц , или Џони - полуамерички дечак којег су родитељи одбацили. Воли поезију и писање, а сања да једног дана буде велики писац. Жели да се ожени женом доброг срца и роди децу - децу коју неће одбацити.
- Мартин Талер или Das Dreimarkstück [4] - сиромашан (у смислу породичних средстава), али бистар студент. Његови родитељи не могу себи приуштити да путује кући овог Божића и то га јако мучи. Мартин има веома јак осећај за правду и изаћи ће у борбу са пријатељима, иако то значи ризиковати његову стипендију.
- Матијас Селбман, или Мац - не баш паметан, али јак. Жели да буде професионални боксер. Остала деца се ослањају на њега да би разбио њихове противнике. Мац је донекле превише заштитнички настројен према свом најбољем пријатељу Улију.
- Ули фон Симерн - плавокоси, мали, потцењени богати дечак, најбољи Матзов пријатељ. Увек покушава да да све од себе током борбе - али обично заврши скривајући се у страху. Ули одлучи да изведе глупост да би остали престали да га зезају.
- Себастијан Франк - цинични једани од петорице. Време проводи читајући „паметне књиге“, попут оних које се баве генетиком или (шопенхауерском) филозофијом. Иако се много дружи са Јонатханом и осталим момцима, он заправо нема правих пријатеља и усамљена је фигура, ставља хладну маску да прикрије сопствене слабости.
- Теодор Лабан - звани Der Schöne Theodor (Лепи Тео). Он је Мартинов префект, заузет покушајима да изгледа добро у очима наставника.
- Др Јохан Бокх, надимак Јустус - омиљени учитељ деце. Био је ученик школе Јохан-Сигисмунд и добро зна колико тежак живот може бити у школи. Због тога се вратио у школу - како би осигурао да деца не морају да пате, као он.
- Др Роберт Утхофт, надимак Непушач - стари Јустусов пријатељ. Био је лекар. Када је изгубио жену и дете, нестао је, а касније се настанио у приколици смештеној у близини његове старе школе. Његов надимак се не односи на то што не пуши (у великој мери то и ради), већ на живот у старом железничком вагону, који и даље носи знак који гласи "Непушач".

## Филмске, ТВ или позоришне адаптације
- The Flying Classroom, (Летећи разред) - филм (Западна Немачка, 1954), режија Курт Хофман, са Паулом Дахлкеом (Јустус), Паулом Клингером (Nichtrauche), Бруном Хубнером (Prof. Kreuzkamm).[5]
- The Flying Classroom, (Летећи разред) - Филм (Западна Немачка, 1973), режија Werner Jacobs, са Joachim Fuchsberger (Justus), Heinz Reincke (Nichtraucher) [6]
- Das fliegende Klassenzimmer - филм (Немачка, 2003), режија Tomy Wigand, са Hauke Diekamp (Jonathan Trotz), Frederick Lau (Matthias Selbmann), Francois Goeske (Sebastian Kreuzkamm), Hans-Broich Wuttke (Uli von Simmern), Philipp Peters-Arnolds (Martin Thaler), Nicky Kantor (Der Schöne Theo), Sebastian Koch (Nichtraucher), Piet Klocke (Professor Kreuzkamm, the principal, Sebastian's father), Ulrich Noethen (Justus).[7] - У Вигандовом филму прича и ликови су измењени како би одговарали данашњем времену. Себастиан Франк је стопљен са Рудијем Креузкамом да би створио 'Себастиана Креузкама', црвенокосег штребера, а заплет је либерално реинтерпретиран тако да укључује теме попут девојчица или развода.

## Позадина, наставак и тривијалности
Ово је била последња Кастнерова књига објављена пре успона нациста на власти. Иако се нацисти нигде изричито не спомињу у књизи, ситуација економске кризе и масовне незапослености због којих су се многи немачки гласачи окренули Хитлеру врло је очигледна у позадини књиге.
Убрзо након објављивања Летећег разреда  могао је да буде сведок како се Националсоцијалистичка њемачка радничка партија окренула против власти и како су његове књиге спаљиване као и књиге других неистомишљеника.
Кратки наставак, у којем ликови посећују Зимске олимпијске игре 1936. (одржане у Гармиш-Партенкирхену у Баварској ), већ је написан под нацистичким режимом и објављен је тек много година касније, имајући мање успеха од оригинала: Zwei Schüler sind verschwunden in Das Schwein beim Friseur  (Свиња у берберници). У њему је Кастнер дозволио својим ликовима да се пријатељски сусретну са гостујућим енглеским дечацима, што је кулминирало освајањем њихове британске златне медаље, у време када је њихов ускоро међусобни сусрет непријатељских војника на бојном пољу већ био сасвим реална могућност.
Као што је приметио рецензент Андреас Берг, ретроспективно једна сцена Кестнерове књиге постаје посебно дирљива и болна. За Божић 1932. године Мартин за своје родитеље прави цртеж под насловом Десет година од сада, на којем се види како његов бркати одрасли човек возика родитеље у кочији кроз топли насмејани медитерански пејзаж под дрвећем наранџе. "Као што и сами превише добро знамо, стварне 1942. године Мартин би вероватно био војник заробљен у леденом хладном и оштром ратовању Руског источног фронта, а родитељи би се скупљали код куће у страху од савезничких бомбардера", приметио је Берг.

## Још видети
Друге европске књиге које приказују „рат“ између супарничких група дечака:
- Дечаци павлове улице